# Radiografía de una mentira
Radiografía de una mentira (en inglés: X-Ray of a Lie) es documental de 2004 que examina otra película, La revolución no será transmitida, sobre los sucesos de Puente Llaguno antes del golpe de Estado en Venezuela de 2002 contra Hugo Chávez, afirmando que dicha película contiene imprecisiones y manipulaciones de material de imagen.
El documental, escrito por Wolfgang Schalk y Thaelman Urgelles y dirigido por Schalk, señala a Kim Bartley y a Donnacha O'Briain de "omisiones y distorsión" en La revolución no será transmitida. El documental fue estrenado en DVD en Venezuela en julio de 2004.

## Antecedentes
Radiografía de una mentira se produjo a partir de los esfuerzos de Wolfgang Schalk y Thaelman Urgelles, productores e ingenieros de televisión venezolanos, como respuesta a la película La revolución no será transmitida. Schalk, con 20 años de experiencia en la industria, investigó la película La revolución no será transmitida durante 5 meses, y dijo que había descubierto "una mentira tras otra". Cuando, dijo, "se hizo evidente que los productores habían 'cambiado el orden de los acontecimientos para que encajaran en una historia que atrajera al público'", organizó una conferencia cinematográfica en octubre de 2003 que incluyó a un general, representantes de los medios y el jefe de policía. para discutir y analizar la película. Schalk se quejó de que La revolución no será transmitida "no cumplía con los estándares éticos de la BBC" y se distribuyó una petición en Internet que documentaba las quejas sobre la película. Schalk dijo que las principales fallas fueron la edición para desordenar los eventos, la distorsión de los sucesos de Puente Llaguno y otros. Antes de hacer Radiografía de una mentira , Schalk denunció a La Revolución no será transmitida, afirmando que se trató de una violación de los códigos éticos y una obra de propaganda.
Schalk escribe: "La revolución no será transmitida es una película de propaganda diseñada para distorsionar la realidad venezolana. Sus autores utilizaron la buena fe y el patrocinio de reconocidas corporaciones de televisión europeas como BBC, RTE, ZDF, Arte e YLE. Radiografías de una mentira muestra las graves omisiones, el sesgo informativo y las mentiras directas de la película". Urgelles y Schalk argumentan que La revolución no será transmitida ignora o tergiversa detalles importantes, entre ellos:
1. Pistoleros: Los pistoleros de Puente Llaguno dispararon contra los manifestantes. El documental dice que dispararon al aire, basándose en imágenes tomadas en otro momento.
2. Movilización de tanques: Los tanques fueron al palacio presidencial para proteger al presidente. El documental dice que fueron a derrocar al presidente.
3. Señales de televisión privada: El gobierno dio de baja las señales de RCTV, Venevisión y Televen el 11 de abril. Esto se omite en la película.
4. Anuncio de renuncia de Chávez: El general Lucas Rincón Romero anunció a la nación por televisión que los militares habían solicitado la renuncia de Hugo Chávez y éste había aceptado. Esto se omite en la película. Lucas Rincón luego fue nombrado ministro del Interior de la administración de Chávez.[6]
5. Televisión estatal: Personal de Venezolana de Televisión abandonó pacíficamente las instalaciones. El documental dice que la instalación fue superada y la señal interrumpida.
6. Policía Metropolitana: La Policía Metropolitana de Caracas no reprimió a los ciudadanos durante la presidencia interina de Pedro Carmona. La película distorsiona la realidad con un montaje manipulado.
7. Televisión privada atacada: Las estaciones de televisión privadas fueron atacadas por simpatizantes del gobierno. El documental dice que los canales habían decidido no transmitir información sobre el regreso de Chávez al poder.[5]

Phil Gunson, escribiendo en Columbia Journalism Review, dice de La revolución no será transmitida: "ellos omiten hechos clave, inventan otros, tuercen la secuencia de eventos para apoyar su caso y reemplazan imágenes inconvenientes con otras extraídas de archivos". Gunson escribe que: “Mientras ocurría el tiroteo, Chávez requisó todas las frecuencias de radio y televisión para un discurso que duró casi dos horas. Había usado esta prerrogativa hasta 17 veces durante el día anterior. Cuando los canales privados de televisión se dividieron la pantalla durante sus discursos para mostrar la violencia que la acompañaba, el presidente ordenó a la Guardia Nacional cerrarlos. Nada de esto aparece en [La revolución no será transmitida], que afirma erróneamente que la TV estatal (VTV) era 'el único canal al que tenía acceso'. Más tarde esa noche, VTV salió del aire después de que su personal desertara. La película insinúa que fue tomada por golpistas e incluso fabrica una secuencia en la que la pantalla del televisor se queda en blanco durante la entrevista con un legislador del gobierno. ... Un grupo de oficiales superiores ... se presenta en la película como si fueran el alto mando. Su líder, el vicealmirante Héctor Ramírez Pérez, es identificado como el jefe de la marina. Él no estaba. Con una sola excepción, estos generales y almirantes no habían "huido al extranjero"... como afirma la película. ... los directores omiten toda mención de un anuncio del General Rincón de que Chávez había renunciado, calificándolo luego como 'suplementario al hecho principal y clave de la historia'".

## Apariencia
La película muestra una mesa redonda en la Universidad Metropolitana de Caracas, en la que los dos productores Wolfgang Schalk y Thaelman Urgelles analizan la película La revolución no será transmitida. Los extractos de la película se mezclan y se confrontan con grabaciones de estaciones de televisión venezolanas y otro material fílmico, algunos de los cuales aún no se han publicado. En el podio están presentes las científicas venezolanas Milagros Betancourt y Raquel Gamus, el cineasta Oscar Lucien y el general venezolano Manuel Antonio Rosendo. La cámara a veces se desplaza brevemente hacia la audiencia.

## Recepción
Brian Nelson, quien escribió El silencio y el escorpión : el golpe contra Chávez y la construcción de la Venezuela moderna, dice que Radiografía de una mentira incluye un "paso a paso de las manipulaciones [de la revolución]". Nelson dice que la avenida Baralt no estaba vacía como muestra la película, "por lo que los cineastas colocaron una barra negra en la parte superior del marco para ocultar los camiones de la Policía Metropolitana que todavía estaban allí", entre otras manipulaciones.
El Universal de Venezuela dijo en 2004 que se debe examinar la ética de La revolución no será transmitida, que ganó reconocimiento internacional por la versión gubernamental de los hechos, y dice que la película tiene "errores conceptuales, edición manipulada, omisión de información crucial, medias mentiras y puras mentiras". y esa radiografía de una Mentira reconstruye estas inexactitudes. AC Clark dice que la película descubre con precisión la "mentira y tendenciosidad de La revolución no será transmitida". Variety dice que La revolución no será transmitida es un "documental prochavista", y agrega que Radiografía de una mentira, "expone la manipulación detrás de La revolución". 
Según Human Rights Watch, el gobierno venezolano "nunca se han examinado las denuncias en los tribunales", y el documental Radiografía de una mentira acusa a Kim Bartley y Donnacha O'Briain de "omisiones y distorsión". Kim Bartley y Donnacha O'Briain dicen que "no es insignificante que Wolfgang Schalk haya liderado la campaña con buenos recursos, vinculada a [la oposición], para desacreditar y suprimir [la película]".